# أكاديمية الإنجاز
تُعرف أكاديمية الإنجاز رسميًا باسم الأكاديمية الأمريكية للإنجاز، والتي تم تأسيسُها في عام 1961 بواسطة براين رينولدز المصور لمجلة الرياضة والحياة ليجمع أشخاص مُنجزين وحاضرين من مُختلف المجالات لدعم التواصل والتشجيع للجيل القادم من القادة الشباب.
كان «مأدبة غولدن بلايت» أول من استضافته الأكاديمية في 9 سبتمبر لعام 1961 في منطقة كاليفونيا بشكل خاص في مونتيري، كما كان قد أطلق عليها اسم «خدمة اللوحة الذهبية» للفندق والتي كانت تُستخدم من أجل الأحتفالات والمناسبات الخاصة. حيثُ يتم منح اللوحة الذهبية لمُساهمات الأفراد في مجالات العلوم والفنون والخدمة العامة والرياضة والصناعة، كما إن يتم اختيار المُكرمين الأوائل من قبل مجلس الحكام الوطني.
في عام 1985 تولى ابن رينولدز وزوجة إبنه كاثرين القيادة. وفي التسعينات قام رينولدز بنقل المُنظمة من كاليفورنيا إلى واشنطن العاصمة.
كانت قد تبرعت مؤسسة كاثرين ب.رينولدز في 9 ملايين دولار في عام 2007.
في 27 تشرين الأول لعام 2012 إحتفلت «مادبة غولدن بلايت» بالذكرى الخمسين لتأسيسها في واشنطن العاصمة.
تَعمل أيضًا الأكاديمية كل عام على استضافة قمة الإنجاز الدولية والتي يَحضرها طلاب الدراسات العُليا من الولايات المُتحدة وخارجها. كما يَحضر القمم طلاب المدارس الثانوية والتي يتم اختيارهم بناءً على تحصيلاتهم الأكاديمية وأنشطتهم. مع تَقدم الوقت تطورت الأحداث التي تَجمع بين المتحدثين والمتحدثات الذي كانت قد وصفتهم صحيفة وول ستريت جورنال على أنه أذكى تَجمع للعقل والشُهرة كما وصفته بأنه حدث جديد لم يسمع به أحد من قبل.